# Mount Hawke
Mount Hawke es una localidad situada en el condado de Cornualles, en Inglaterra (Reino Unido), con una población en 2016 de  habitantes.
Se encuentra ubicada al oeste de la península del Suroeste, a la orilla del canal de Bristol (océano Atlántico).